# Litoralul muntenegrean
Litoralul muntenegrean este o regiune din Muntenegru, cu ieșire la Marea Mediterană. Înainte de crearea Iugoslaviei, litoralul muntenegrean nu a fost parte a Regatului Muntenegrului, ci mai degrabă o regiune la granița cu Imperiul Austro-Ungar.

## Comune
Regiunea include următoarele comune:
- Herceg Novi
- Tivat
- Kotor
- Budva
- Bar
- Ulcinj

## Galerie

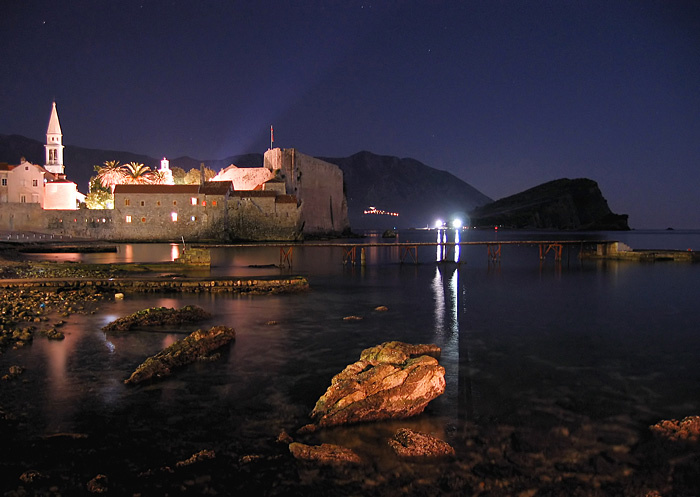
Budva
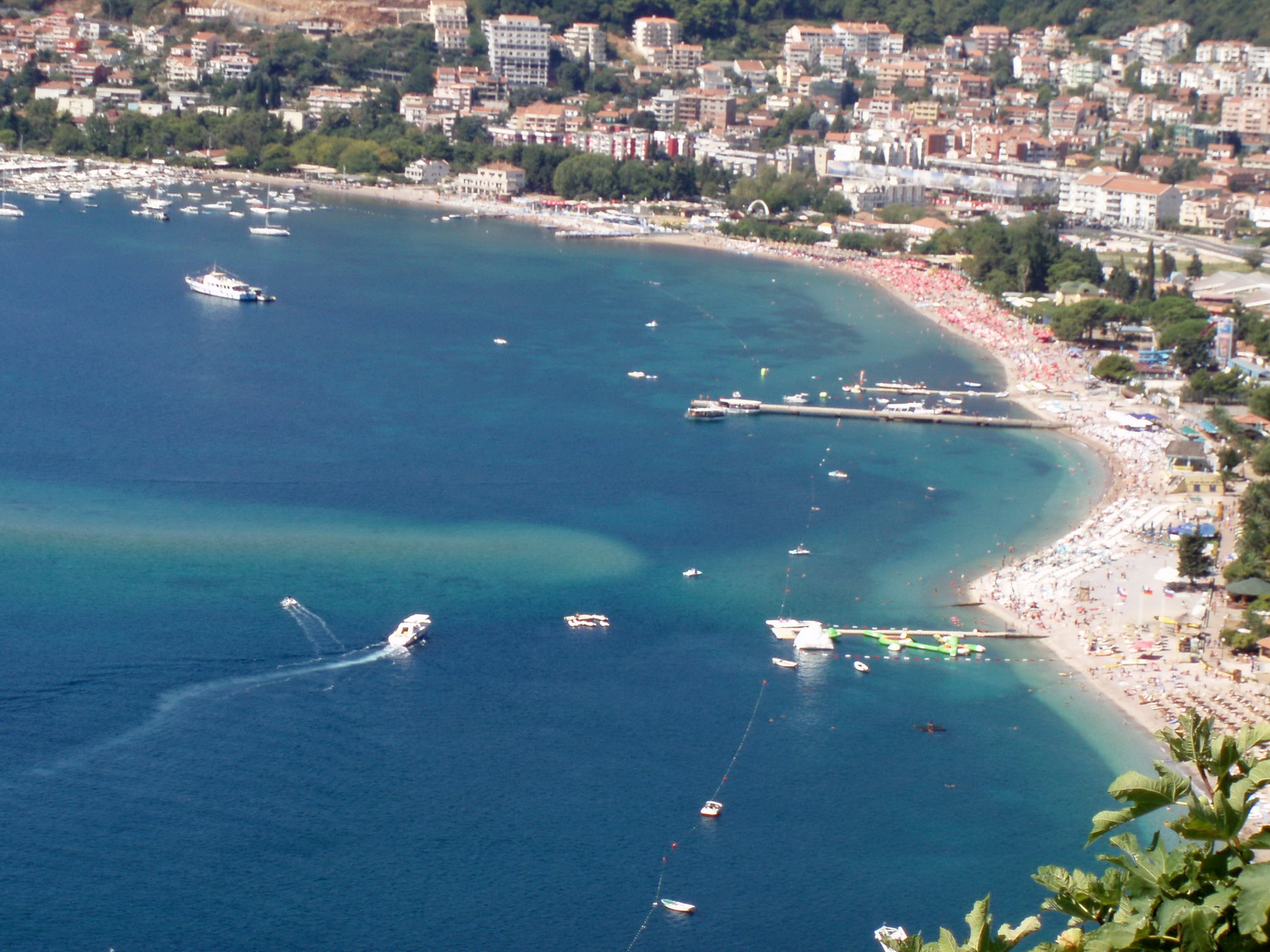
Plaja slovencă în Budva
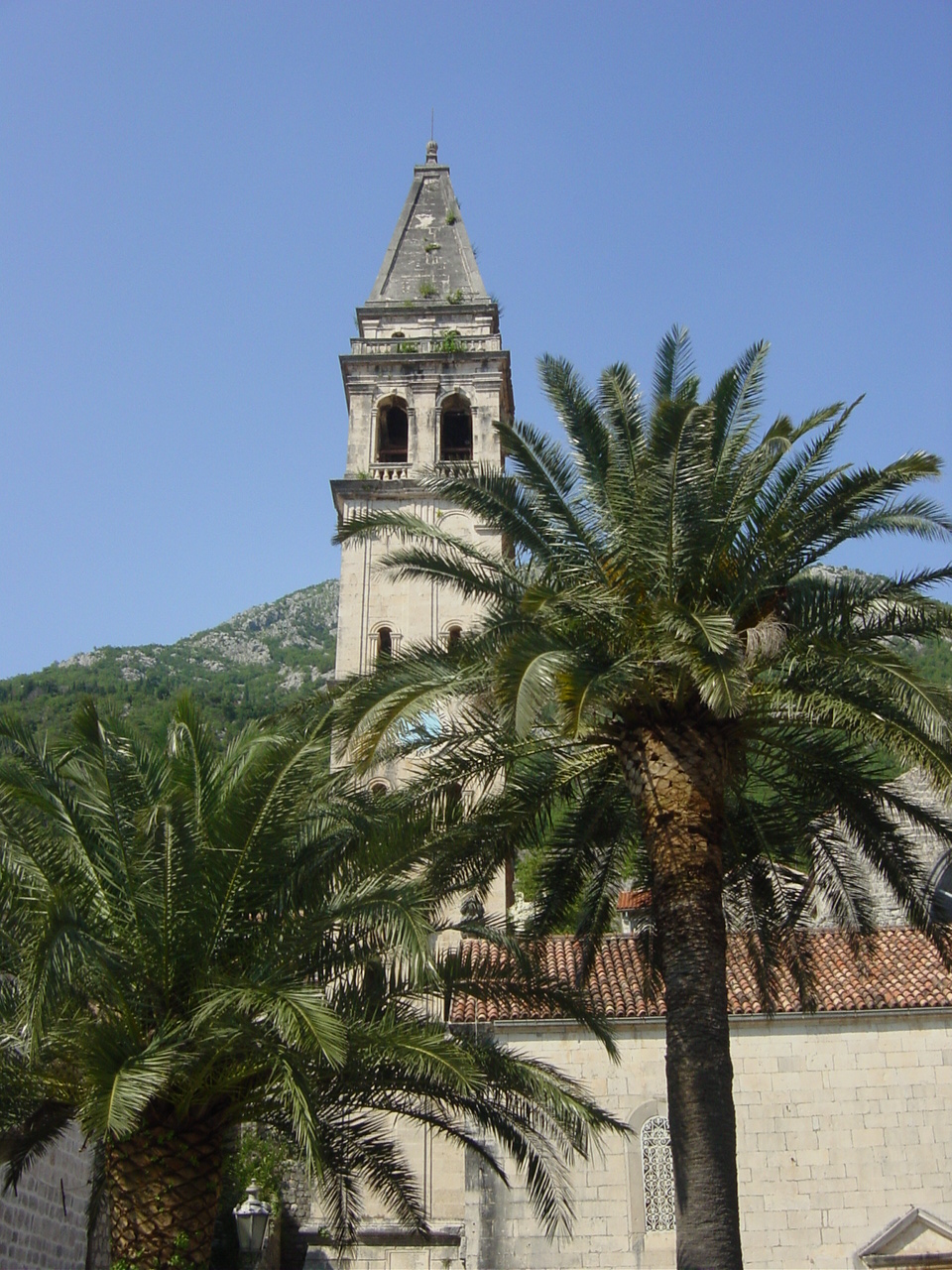
Biserica din Perast
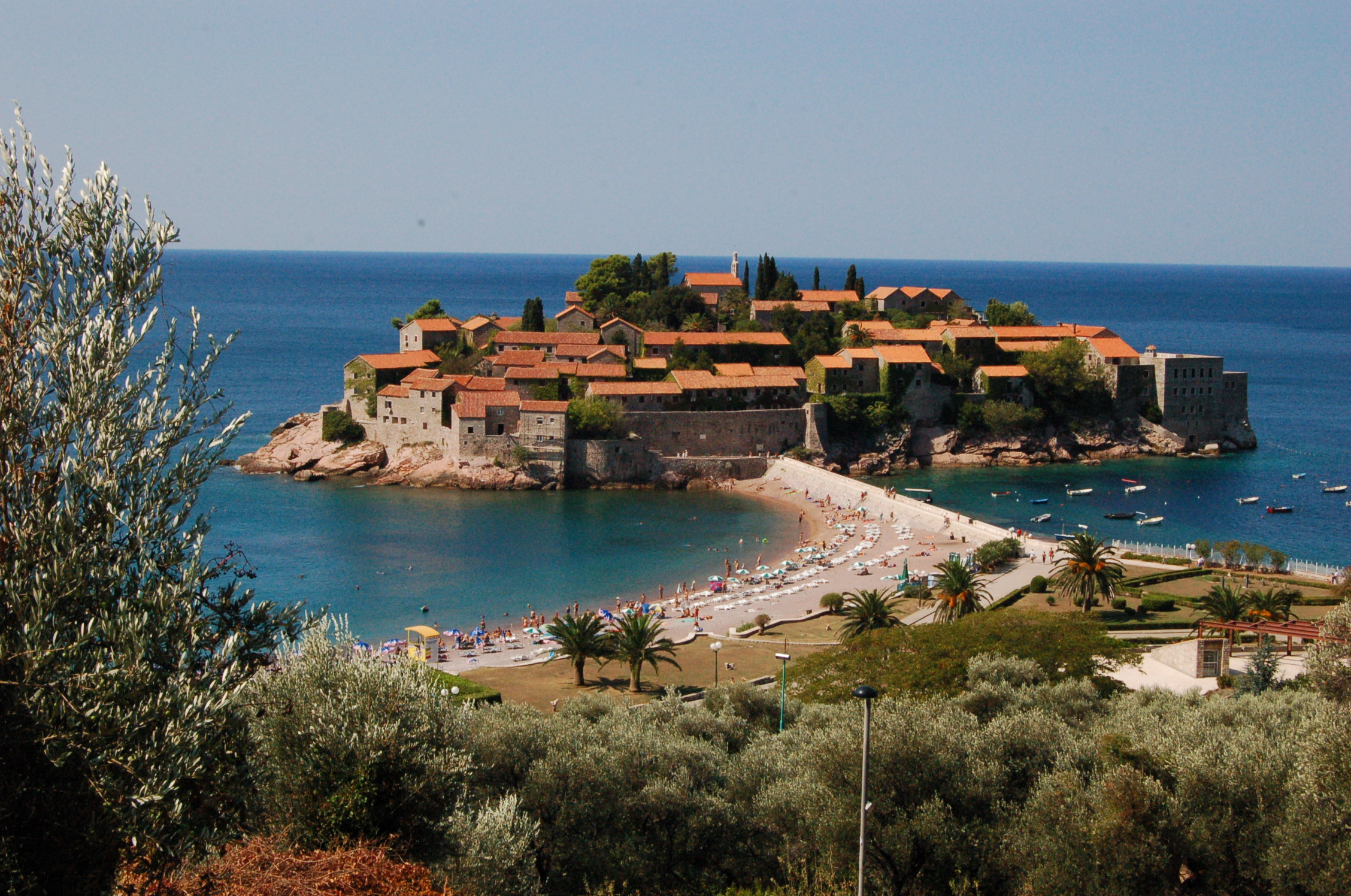
Sveti Stefan
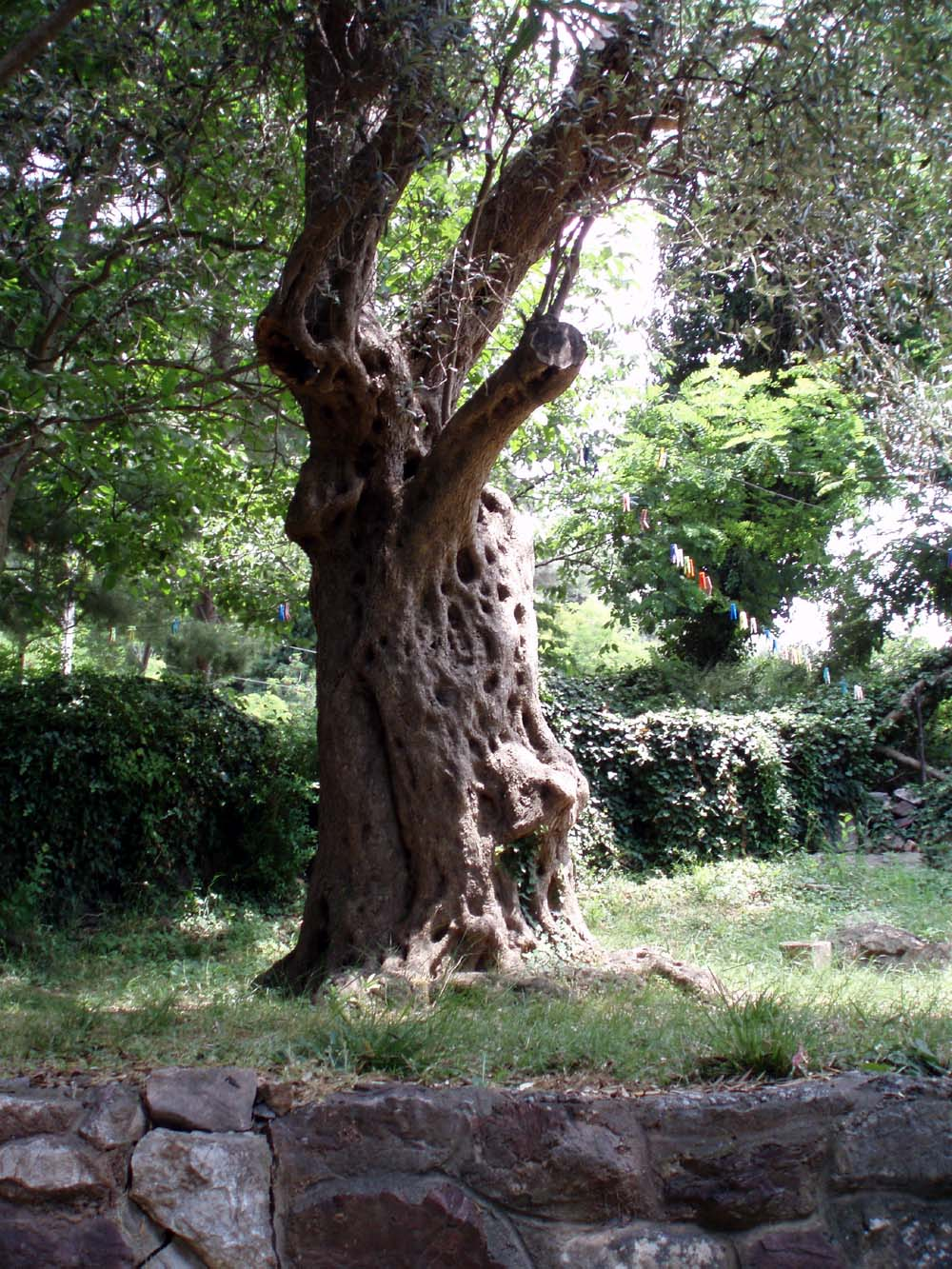
Un vechi copac de măsline anul 2000  în Bar
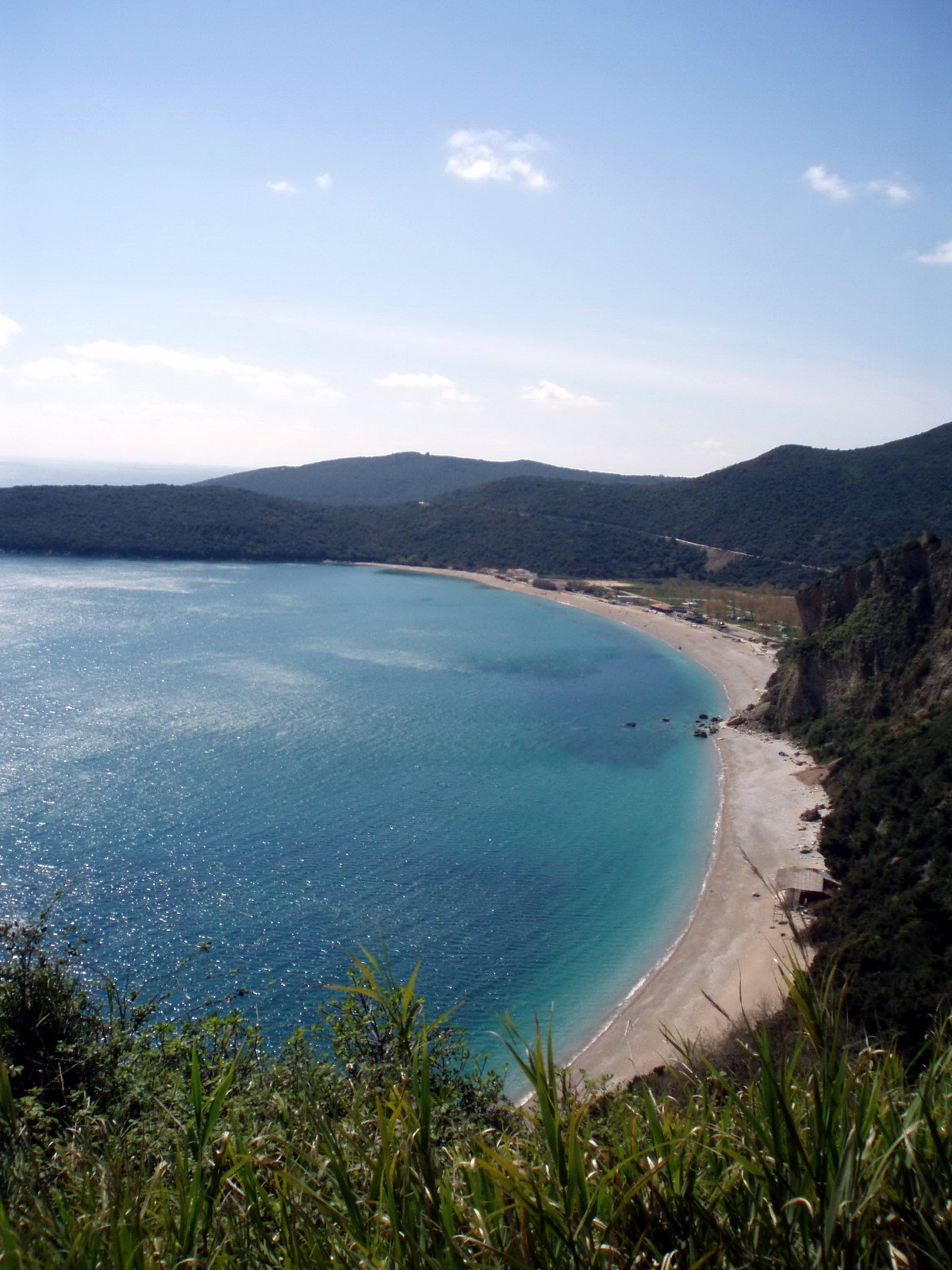
Plaja Jazz
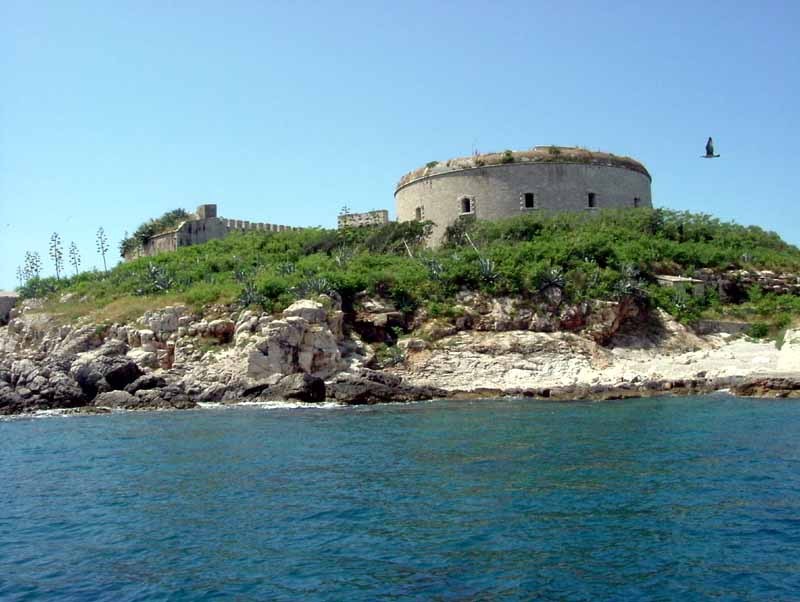
Insula Mamula
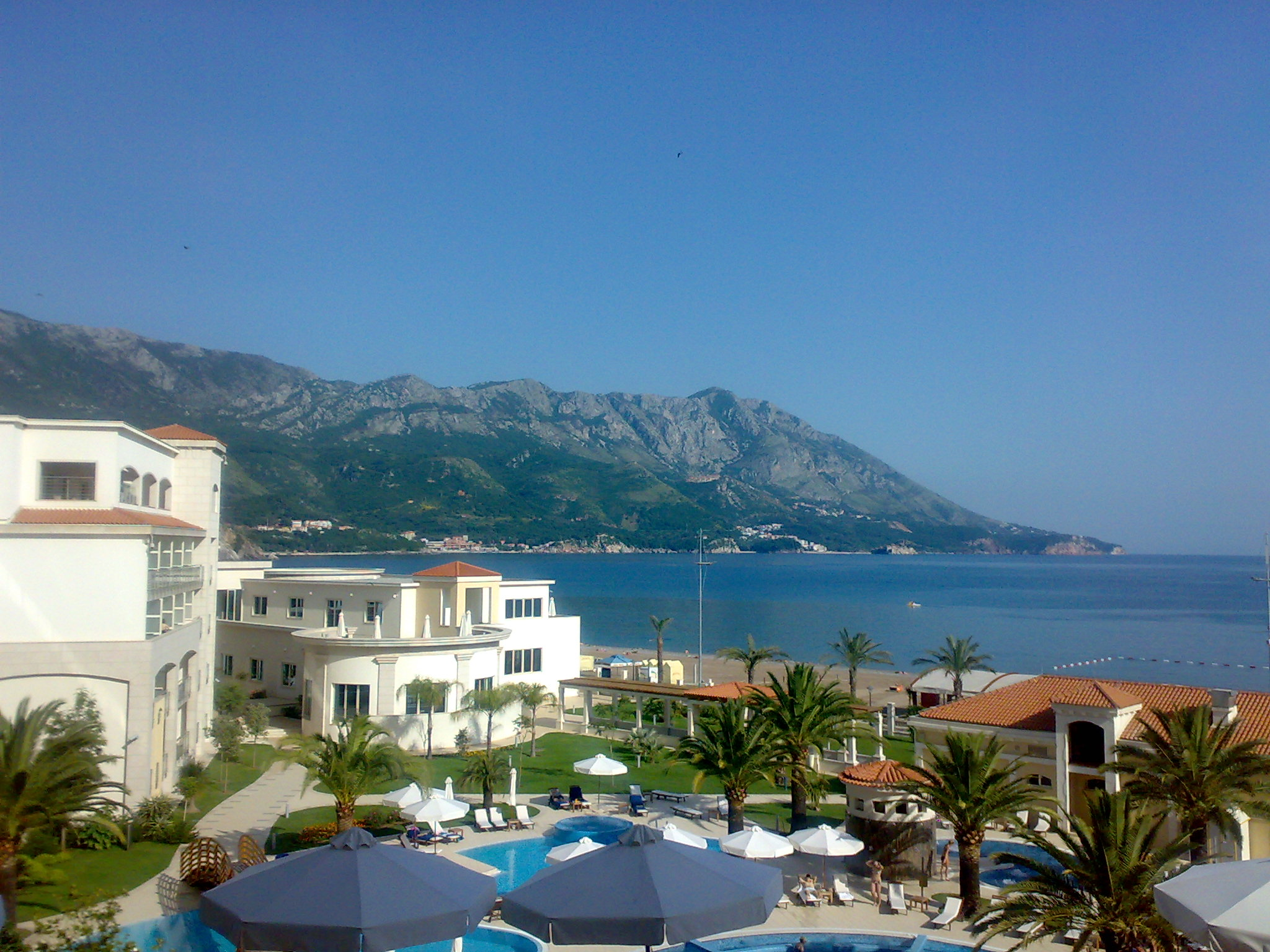
Vezi de la Hotel Splendid în Bečići
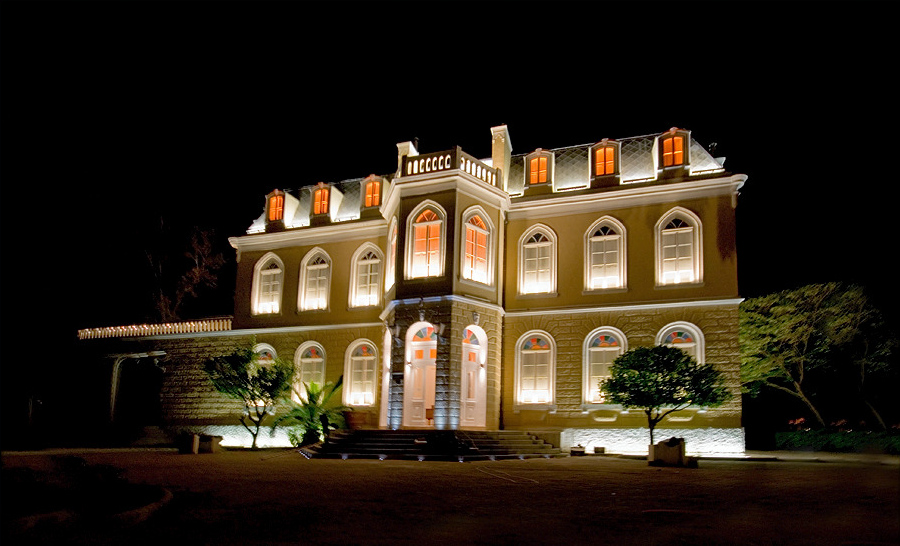
Palatul regelui Nicholas I al Muntenegrului in Bar